# René Wagner
René Wagner (ur. 31 października 1972 w Brnie) – czeski piłkarz grający na pozycji napastnika.

## Kariera klubowa
Karierę piłkarską Wagner rozpoczynał w klubie TJ KPS Brno. Następnie w 1987 roku został zawodnikiem Zbrojovki Brno, który z czasem zmienił nazwę na Boby Brno. W 1991 roku zadebiutował w jego barwach w pierwszej lidze czechosłowackiej. Od 1992 roku był podstawowym zawodnikiem zespołu, w którym grał do lata 1996.
Latem 1996 roku Wagner przeszedł z klubu z Brna do austriackiego Rapidu Wiedeń. Tam, podobnie jak w Boby Brno, był podstawowym zawodnikiem. W sezonie 1996/1997 strzelając 21 goli został królem strzelców austriackiej Bundesligi. W Rapidzie grał do końca sezonu 2003/2004.
Kolejnym klubem w karierze Wagnera był SV Mattersburg. Grał w nim przez dwa sezony w pierwszej lidze Austrii. W 2006 roku wrócił do Czech, do klubu z Brna, noszącego nazwę 1. FC Brno. W 1. FC Brno grał w latach 2006–2008. W 2008 roku został piłkarzem austriackiego amatorskiego klubu SV Leobendorf.
| Sezon   | Klub              | Kraj           | Rozgrywki      | Mecze | Bramki |
| ------- | ----------------- | -------------- | -------------- | ----- | ------ |
| 1990/91 | FC Zbrojovka Brno | Czechosłowacja | I liga         | 1     | 0      |
| 1991/92 | FC Zbrojovka Brno | Czechosłowacja | II liga        | 25    | 6      |
| 1992/93 | Boby Brno         | Czechosłowacja | I liga         | 27    | 7      |
| 1993/94 | Boby Brno         | Czechy         | Gambrinus Liga | 27    | 12     |
| 1994/95 | Boby Brno         | Czechy         | Gambrinus Liga | 22    | 6      |
| 1995/96 | Boby Brno         | Czechy         | Gambrinus Liga | 26    | 11     |
| 1996/97 | Boby Brno         | Czechy         | Gambrinus Liga | 1     | 0      |
| 1996/97 | Rapid Wiedeń      | Austria        | Bundesliga     | 29    | 21     |
| 1997/98 | Rapid Wiedeń      | Austria        | Bundesliga     | 17    | 3      |
| 1998/99 | Rapid Wiedeń      | Austria        | Bundesliga     | 33    | 10     |
| 1999/00 | Rapid Wiedeń      | Austria        | Bundesliga     | 34    | 17     |
| 2000/01 | Rapid Wiedeń      | Austria        | Bundesliga     | 22    | 8      |
| 2001/02 | Rapid Wiedeń      | Austria        | Bundesliga     | 21    | 1      |
| 2002/03 | Rapid Wiedeń      | Austria        | Bundesliga     | 29    | 5      |
| 2003/04 | Rapid Wiedeń      | Austria        | Bundesliga     | 33    | 10     |
| 2004/05 | SV Mattersburg    | Austria        | Bundesliga     | 27    | 6      |
| 2005/06 | SV Mattersburg    | Austria        | Bundesliga     | 18    | 1      |
| 2006/07 | 1. FC Brno        | Czechy         | Gambrinus Liga | 27    | 2      |
| 2007/08 | 1. FC Brno        | Czechy         | Gambrinus Liga | 19    | 3      |

## Kariera reprezentacyjna
W reprezentacji Czech Wagner zadebiutował 18 marca 1995 roku w wygranym 4:1 towarzyskim spotkaniu z Finlandią. W kadrze Czech od 1995 do 2001 roku wystąpił 11 razy i strzelił 3 gole.
| Mecze i gole w reprezentacji | Mecze i gole w reprezentacji | Mecze i gole w reprezentacji | Mecze i gole w reprezentacji | Mecze i gole w reprezentacji | Mecze i gole w reprezentacji | Mecze i gole w reprezentacji |
| #                            | Data                         | Stadion                      | Rywal                        | Wynik                        | Gol                          | Rozgrywki                    |
| 1995                         | 1995                         | 1995                         | 1995                         | 1995                         | 1995                         | 1995                         |
| ---------------------------- | ---------------------------- | ---------------------------- | ---------------------------- | ---------------------------- | ---------------------------- | ---------------------------- |
| 1.                           | 08.03.1995                   | Brno, Czechy                 | Finlandia                    | 4:1                          | 0                            | towarzyski                   |
| 1996                         |                              |                              |                              |                              |                              |                              |
| 2.                           | 11.12.1996                   | Casablanca, Maroko           | Nigeria                      | 2:1                          | 1                            | Puchar Hassana 1996          |
| 3.                           | 12.12.1996                   | Casablanca, Maroko           | Chorwacja                    | 1:1 k. 1:4                   | 0                            | Puchar Hassana 1996          |
| 1997                         |                              |                              |                              |                              |                              |                              |
| 4.                           | 26.02.1997                   | Podiebrady, Czechy           | Białoruś                     | 4:1                          | 1                            | towarzyski                   |
| 5.                           | 08.06.1997                   | Valladolid, Hiszpania        | Hiszpania                    | 0:1                          | 0                            | el. MŚ 1998                  |
| 1998                         |                              |                              |                              |                              |                              |                              |
| 6.                           | 22.04.1998                   | Murska Sobota, Słowenia      | Słowenia                     | 3:1                          | 0                            | towarzyski                   |
| 1999                         |                              |                              |                              |                              |                              |                              |
| 7.                           | 18.08.1999                   | Drnovice, Czechy             | Szwajcaria                   | 3:0                          | 0                            | towarzyski                   |
| 2000                         |                              |                              |                              |                              |                              |                              |
| 8.                           | 23.02.2000                   | Dublin, Irlandia             | Irlandia                     | 2:3                          | 0                            | towarzyski                   |
| 9.                           | 29.03.2000                   | Cieplice, Czechy             | Australia                    | 3:1                          | 0                            | towarzyski                   |
| 10.                          | 26.04.2000                   | Praga, Czechy                | Izrael                       | 4:1                          | 1                            | towarzyski                   |
| 2001                         |                              |                              |                              |                              |                              |                              |
| 11.                          | 25.04.2001                   | Praga, Czechy                | Belgia                       | 1:1                          | 0                            | towarzyski                   |